# Siergiej Stukaszow
Siergiej Wiktorowicz Stukaszow, ros. Сергей Викторович Стукашов (ur. 12 listopada 1959 we wsi Aktas, w obwodzie karagandyjskim, Kazachska SRR) – rosyjski piłkarz, grający na pozycji obrońcy, a wcześniej napastnika, trener piłkarski.

## Kariera piłkarska

### Kariera klubowa
Wychowanek Szkoły Sportowej Szachtior Karaganda. Pierwszy trener Anatolij Czudinow. W 1976 rozpoczął karierę piłkarską w miejscowym Szachtiorze Karaganda. W 1977 został zaproszony do Kajratu Ałmaty, w którym występował przez 8 sezonów. W 1985 roku przeszedł do Dinama Moskwa, w którym zakończył karierę piłkarza w roku 1988.

### Kariera reprezentacyjna
Do 1978 bronił barw juniorskiej reprezentacji ZSRR. W 1984 rozegrał 1 mecz w olimpijskiej reprezentacji ZSRR. 28 marca 1984 debiutował w narodowej reprezentacji ZSRR w meczu towarzyskim z RFN. Do 1985 rozegrał ogółem 6 meczów i strzelił 2 gola.

## Kariera trenerska
Po zakończeniu kariery piłkarza rozpoczął pracę szkoleniowca. W 1991 roku ukończył Wyższą Szkołę Trenerów w Moskwie. Najpierw w latach 1992-1998 szkolił młodych piłkarzy w Szkole Sportowej Dinamo Moskwa. Od 1998 do 2001 pracował jako trener w wydziale reprezentacji narodowych Rosyjskiego Związku Piłki Nożnej. W styczniu 2002 objął stanowisko głównego trenera klubu Spartak Szczołkowo, którym kierował do maja 2002. W latach 2003–2006 stał na czele drużyny rezerw Rubinu Kazań. Od 2006 do 2010 trenował drużyny juniorów Dinama Moskwa. W styczniu 2011 roku dołączył do sztabu szkoleniowego Kajratu Ałmaty, w którym pomagał trenować do 29 czerwca 2011.

## Sukcesy i odznaczenia

### Sukcesy piłkarskie
Kajrat Ałmaty
- mistrz Pierwoj ligi ZSRR: 1983

reprezentacja ZSRR
- mistrz Europy U-18: 1978
- wicemistrz świata U-20: 1979

Dinamo Moskwa
- wicemistrz ZSRR: 1986

### Odznaczenia
- tytuł Mistrza Sportu klasy międzynarodowej